# Lord Jim (film 1965)
Lord Jim − amerykańsko-brytyjski film przygodowy z 1965 roku na podstawie powieści Josepha Conrada pt. Lord Jim.

## Obsada
- Peter O’Toole jako Lord Jim
- Daliah Lavi jako dziewczyna
- James Mason jako gentleman Brown
- Eli Wallach jako generał
- Jack Hawkins jako Marlow
- Curd Jürgens jako Cornelius
- Paul Lukas jako Stein
- Juzo Itami jako Waris